# Dana Chladek
Dana Chladek (Děčín, Ústí nad Labem, 27 de dezembro de 1963) é uma ex-canoísta de slalom norte-americana na modalidade de canoagem.

## Carreira
Foi vencedora da medalha de Prata e Bronze em Slalom K-1 em Atlanta 1996 e em Barcelona 1992, respetivamente.

## Vida Pessoal
Dana é cristã seguidora do líder cristão Tim LaHaye.